# Wiesenbach (Baden)

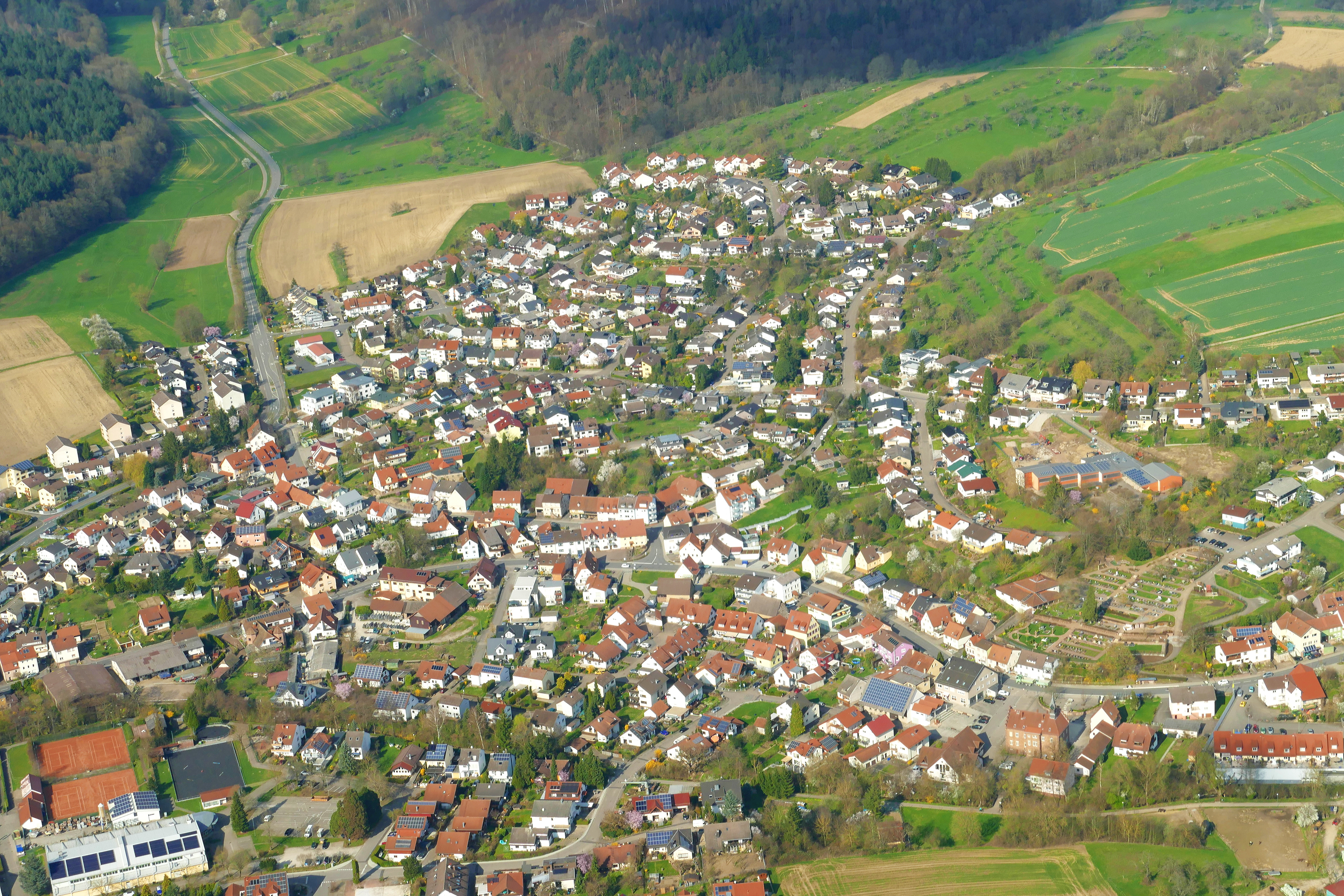
Luftbild der Ortsmitte von Wiesenbach von Süden nach Norden.

Wiesenbach ist eine Gemeinde im Rhein-Neckar-Kreis in Baden-Württemberg.

## Geographie

### Geographische Lage
Der Ort liegt an der L 532/ B 45, landschaftlich reizvoll zwischen den Höhen des Odenwalds und dem Kraichgauer Hügelland in 127 bis 327 Meter Höhe, 15 km östlich von Heidelberg gelegen. Durch das Dorf fließt der Biddersbach. Es wird auch Tor vom Kleinen Odenwald zum Kraichgau genannt.

### Nachbargemeinden
Die Gemeinde grenzt im Norden an die Stadt Neckargemünd, im Osten an Lobbach, im Süden an Mauer und Meckesheim und im Westen an Bammental.

### Gemeindegliederung
Zur Gemeinde Wiesenbach gehören Schloss und Gehöft Langenzell.

## Geschichte

### Wiesenbach

#### Ortsgründung und erste Erwähnung
Wiesenbach (einst Wyzzenbach um 1345, danach Wysenbach) zählte wohl einst zur Urgemarkung des in der heutigen Gemeinde Bammental aufgegangenen Ortes Reilsheim und wurde wohl auch von dort aus als Ausbausiedlung gegründet. Die Ortsgründung könnte bereits um 700 erfolgt sein, ein 1964 aufgefundenes frühmittelalterliche Grabsteinfragment deutet auf einen bereits im 9. Jahrhundert bestehenden Adelshof hin. Seine erste urkundliche Erwähnung erfuhr Wiesenbach jedoch erst im 12. Jahrhundert.

#### Wiesenbach als möglicher Sitz der Grafen von Lauffen
Die heute abgegangene Kühburg südöstlich des Ortes wurde älterer Literatur zufolge vermutlich durch die Grafen von Lauffen errichtet. Sie sollen von dort um 1100 als Lehensleute des Wormser Bischofs und Gaugrafen des Kraichgau und Elsenzgau die Fernverbindung von Heidelberg über Mosbach nach Würzburg kontrolliert haben. Die Lauffener verlegten demnach ihren Sitz bereits um 1140 auf die nahe Burg Dilsberg oberhalb des Neckars, dessen Bedeutung als Wasserstraße die des alten Fernweges zu übertreffen begann. Jüngere Veröffentlichungen widersprechen dieser These und datieren die Anlage eher in die römische Zeit.

#### Propstei des Klosters Ellwangen
Die Lauffener überließen ihren Besitz in Wiesenbach, darunter auch das von ihnen gegründete Kloster Wiesenbach, welches dem Kloster Ellwangen unterstellt war. Die Burg wurde nach dem Abzug der Lauffener vermutlich als Steinbruch zum Ausbau des Wiesenbacher Klosters verwendet, in dem Reliquien der Heiligen Benignus und Mammes verwahrt wurden. Das Kloster Ellwangen, das im frühen 12. Jahrhundert zahlreiche Besitztümer an der Bergstraße eingebüßt hatte, erhielt durch den Erwerb des Wiesenbacher Adelsgutes auch Besitz und Herrschaftsrechte in Langenzell, Dilsberg, Neckargemünd mit Kleingemünd, Bammental und Reilsheim, Mauer und Meckesheim, Zuzenhausen und Eschelbronn, Mönchzell und Spechbach sowie Lobenfeld und Waldwimmersbach. Man verlegte daher die Propstei des Ellwanger Besitzes an der Bergstraße von Schriesheim nach Wiesenbach, das künftig einen Ellwanger Verwaltungsmittelpunkt bildete.

#### Aufhebung des Klosters
Zusammen mit Dilsberg gelangte der Ort Wiesenbach zu Beginn des 14. Jahrhunderts zur Kurpfalz. Der Ellwanger Klosterbesitz kam in der zweiten Hälfte des 15. Jahrhunderts an das Kloster Schönau und nach Aufhebung der Klöster im Zuge der Reformation um 1560 ebenfalls an die Kurpfalz. Der einstige Wiesenbacher Propsteibesitz wurde kurz nach der Aufhebung der Klöster aus dem sonstigen Schönauer Besitz herausgelöst und mit dem Besitz des einstigen Klosters Lobenfeld zur Schaffnei Lobenfeld vereinigt, die künftig von dort aus verwaltet wurde. Die einstigen Klostergüter wurden in Erbpacht vergeben, wodurch der Besitz durch Erbteilung rasch parzelliert wurde, während man die anhängigen Fronhöfe bis ins späte 18. Jahrhundert als Temporalbestand vergab und erst danach zur Förderung der landwirtschaftlichen Entwicklung in 20 Lose aufteilte. Auch die einstigen Propsteigüter gelangten vor allem durch Ablösungsverträge im 19. Jahrhundert größtenteils in Privatbesitz. Die Pfälzer Katholische Kirchenschaffnei, die die früheren Güter der Schaffnei Lobenfeld seit dem frühen 19. Jahrhundert verwaltet, hat heute im Wesentlichen nur noch Waldbesitz in Wiesenbach. Vom einstigen Propsteihof, der sich in der Wiesenbacher Ortsmitte in etwa im Bereich der heutigen Hauptstraße zwischen katholischer und evangelischer Kirche erstreckte, ist nichts erhalten.

#### Von der Kurpfalz zum Rhein-Neckar-Kreis
Bei der Auflösung der Kurpfalz 1803 fiel Wiesenbach an Baden. Die Bezirksverwaltung wurde vom Dilsberg nach Neckargemünd verlegt, so dass Wiesenbach zunächst zum Bezirksamt Neckargemünd zählte, bevor dieses 1857 nach Eberbach verlegt wurde. 1864 trat an die Stelle des Bezirksamts Eberbach das Oberamt Heidelberg, das 1939 zum Landkreis Heidelberg wurde und 1973 im Rhein-Neckar-Kreis aufging, dem Wiesenbach heute angehört.

#### Ausbildung des heutigen Ortsbilds
Der Siedlungskern von Wiesenbach befindet sich im Oberdorf bei der Schloßbergquelle südlich des Burgstalls der Kühburg, im Bereich der heutigen Hauptstraße in etwa zwischen evangelischer und katholischer Kirche. An jener Stelle ist bereits römische Besiedlung nachgewiesen, später entstand dort der karolingerzeitliche Adelshof, dem die ellwangische Propstei mit Klosterkirche St. Georg (Vorläuferbau der katholischen Kirche St. Michael), Pfarrkirche St. Ägidius (heutige evangelische Kirche) und Schultheißenhof folgte. Östlich daran schlossen sich die Gehöfte an. Die alte Fernstraße von Heidelberg nach Mosbach verlief südlich des Ortskerns, weswegen einige alte Gebäude wie das Fachwerkhaus Hauptstraße 68 von 1620 ihren Eingang noch der Hauptstraße abgewandt nach Süden hin haben. Der Bau der heutigen Hauptstraße wurde erst nach Aufhebung des alten Friedhofs bei der evangelischen Kirche im 19. Jahrhundert ermöglicht.
Einige hundert Meter nordwestlich des Oberdorfs entwickelte sich längs der Geleitstraße nach Heidelberg (im Bereich der heutigen Poststraße) das Unterdorf als Ansiedlung von Gehöften im Anschluss an eine mittelalterliche Mühle. Dort wurden auch die Gasthäuser Rose und Krone sowie Wachthaus, Schlachthaus und Forsthaus errichtet. 1817 kam im Unterdorf mit der Verlegung der Posthalterei von Mauer nach Wiesenbach der Gebäudekomplex des Badischen Hofes hinzu.
Oberdorf und Unterdorf blieben bis in die jüngere Vergangenheit sehr klein. 1749 wurden 21 Wohngebäude im Oberdorf und 13 Wohngebäude im Unterdorf gezählt. Erst ab 1900 sind die beiden Siedlungskerne, in denen es damals zusammen rund 100 Wohngebäude gab, zu einem geschlossenen Ortsbild zusammengewachsen. Als neuen Ortsmittelpunkt errichtete man 1901/02 zwischen den Siedlungskernen das Schul- und Rathaus, 1928/29 erschloss man die ebenfalls zwischen den Ortskernen gelegenen Deywiesen. Danach ist der Ort vor allem durch das Gewerbegebiet im Südwesten und durch Neubaugebiete im Nordwesten und Südosten noch stark angewachsen. 1970 gab es bereits über 300 Wohngebäude am Ort, seitdem hat sich die Einwohnerzahl nochmals etwa verdoppelt.

### Langenzell
Das um 1300 erstmals erwähnte Dorf Langenzell war grundherrlich und kirchlich wohl jeher eng mit Wiesenbach verbunden, entwickelte jedoch bereits im hohen Mittelalter eine politische Selbstständigkeit. In Folge des Dreißigjährigen Kriegs wurde das Dorf verwüstet und verlassen. Unter der Familie von Wrede wurde an der Stelle des einstigen Dorfes im späten 18. Jahrhundert ein Gutshof mit Herrenhaus errichtet. 1803 kam Langenzell wie Wiesenbach zu Baden. 1925 wurde Langenzell nach Wiesenbach eingemeindet. Der Ort besteht heute im Wesentlichen nur aus dem Gutshof und dem 1883 vollendeten Neuen Schloss sowie einigen wenigen umliegenden Häusern.

### Einwohnerentwicklung
Die Einwohnerentwicklung von Wiesenbach entspricht im Wesentlichen derjenigen des gesamten nördlichen Kraichgau. Ein starkes Wachstum ist erstmals im 18. Jahrhundert zu vermerken, um 1850 führte Armut zu Ab- und Auswanderung, danach kam es unterbrochen von einzelnen Krisen zu einem langsamen Wachstum bis zum Zweiten Weltkrieg. Die Zuwächse der Nachkriegszeit sind durch niedergelassene Vertriebene in den Nachkriegsjahren und durch die Ausweisung von großen Baugebieten und die Ansiedlung von Pendlern begründet.
| Jahr | Einwohner |
| ---- | --------- |
| 1439 | 75        |
| 1577 | 105       |
| 1727 | 157       |
| 1777 | 230       |
| 1818 | 450       |
| 1850 | 650       |
| 1905 | 750       |

| Jahr | Einwohner |
| ---- | --------- |
| 1925 | 820       |
| 1961 | 1222      |
| 1965 | 1360      |
| 1970 | 1674      |
| 1991 | 2817      |
| 1995 | 2949      |
| 2000 | 3066      |

| Jahr | Einwohner |
| ---- | --------- |
| 2005 | 3155      |
| 2010 | 3071      |
| 2015 | 3093      |
| 2020 | 3095      |

## Politik

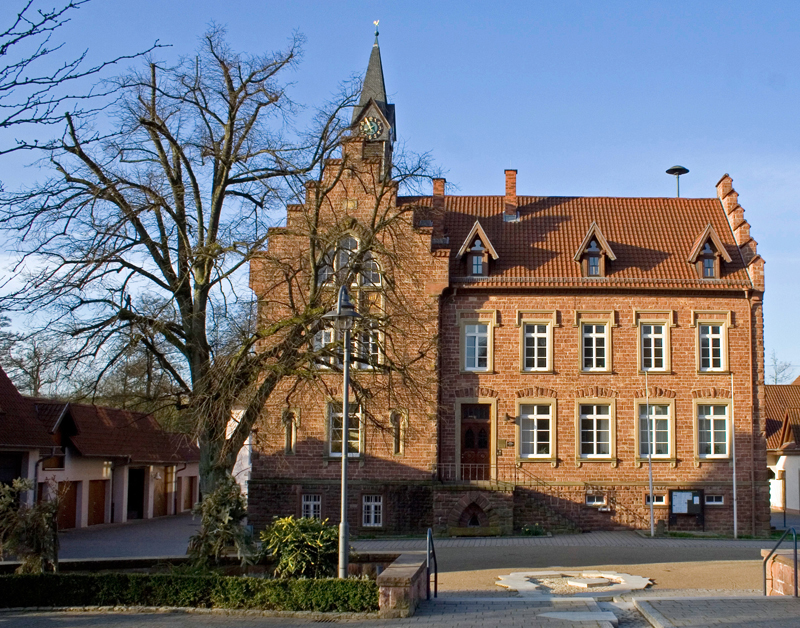
Rathaus

### Gemeinderat
Der Gemeinderat in Wiesenbach besteht aus den 12 gewählten ehrenamtlichen Gemeinderäten und dem Bürgermeister als Vorsitzendem. Der Bürgermeister ist im Gemeinderat stimmberechtigt.
Die Kommunalwahl am 9. Juni 2024 führte zu folgendem Ergebnis:
| Parteien und Wählergemeinschaften | Parteien und Wählergemeinschaften           | % 2024  | Sitze 2024 | % 2019 | Sitze 2019 | Kommunalwahl 2024 %3020100 28,31 %26,28 %25,36 %20,05 % FWGrüneCDUSPDGewinne und Verlusteim Vergleich zu 2019 %p 6 4 2 0 −2 −4 −6 −8−10+4,71 %p−9,22 %p+4,36 %p+0,15 %pFWGrüneCDUSPD |
| FW                                | Freie Wähler                                | 28,31   | 4          | 23,6   | 3          | Kommunalwahl 2024 %3020100 28,31 %26,28 %25,36 %20,05 % FWGrüneCDUSPDGewinne und Verlusteim Vergleich zu 2019 %p 6 4 2 0 −2 −4 −6 −8−10+4,71 %p−9,22 %p+4,36 %p+0,15 %pFWGrüneCDUSPD |
| Grüne                             | Bündnis 90/Die Grünen                       | 26,28   | 3          | 35,5   | 4          | Kommunalwahl 2024 %3020100 28,31 %26,28 %25,36 %20,05 % FWGrüneCDUSPDGewinne und Verlusteim Vergleich zu 2019 %p 6 4 2 0 −2 −4 −6 −8−10+4,71 %p−9,22 %p+4,36 %p+0,15 %pFWGrüneCDUSPD |
| CDU                               | Christlich Demokratische Union Deutschlands | 25,36   | 3          | 21,0   | 3          | Kommunalwahl 2024 %3020100 28,31 %26,28 %25,36 %20,05 % FWGrüneCDUSPDGewinne und Verlusteim Vergleich zu 2019 %p 6 4 2 0 −2 −4 −6 −8−10+4,71 %p−9,22 %p+4,36 %p+0,15 %pFWGrüneCDUSPD |
| SPD                               | Sozialdemokratische Partei Deutschlands     | 20,05   | 2          | 19,9   | 2          | Kommunalwahl 2024 %3020100 28,31 %26,28 %25,36 %20,05 % FWGrüneCDUSPDGewinne und Verlusteim Vergleich zu 2019 %p 6 4 2 0 −2 −4 −6 −8−10+4,71 %p−9,22 %p+4,36 %p+0,15 %pFWGrüneCDUSPD |
| gesamt                            | gesamt                                      | 100,0   | 12         | 100,0  | 12         | Kommunalwahl 2024 %3020100 28,31 %26,28 %25,36 %20,05 % FWGrüneCDUSPDGewinne und Verlusteim Vergleich zu 2019 %p 6 4 2 0 −2 −4 −6 −8−10+4,71 %p−9,22 %p+4,36 %p+0,15 %pFWGrüneCDUSPD |
| Wahlbeteiligung                   | Wahlbeteiligung                             | 72,57 % | 72,57 %    | 71,7 % | 71,7 %     | Kommunalwahl 2024 %3020100 28,31 %26,28 %25,36 %20,05 % FWGrüneCDUSPDGewinne und Verlusteim Vergleich zu 2019 %p 6 4 2 0 −2 −4 −6 −8−10+4,71 %p−9,22 %p+4,36 %p+0,15 %pFWGrüneCDUSPD |

### Bürgermeister
Der Bürgermeister wird alle acht Jahre direkt gewählt. Seit 2003 amtiert Eric Grabenbauer.

### Wappen
Die Blasonierung des Wappens lautet: In Grün ein erniedrigter silberner Wellenbalken, darüber schwebend der schwarze lateinische Großbuchstabe W.
Das Wappen geht zurück auf ein Gerichtssiegel aus dem Jahr 1752, damals noch mit den Buchstaben „WB“. Wiesenbach nahm es 1900 auf Vorschlag des Generallandesarchivs an.
Die Flagge ist Weiß-Grün und wurde 1970 vom Innenministerium verliehen.

### Städtepartnerschaften
Wiesenbach unterhält partnerschaftliche Beziehungen zu:
- Donnery, Frankreich (seit 1988)
- Deszk, Ungarn
- Smiltene, Lettland

## Kultur und Sehenswürdigkeiten

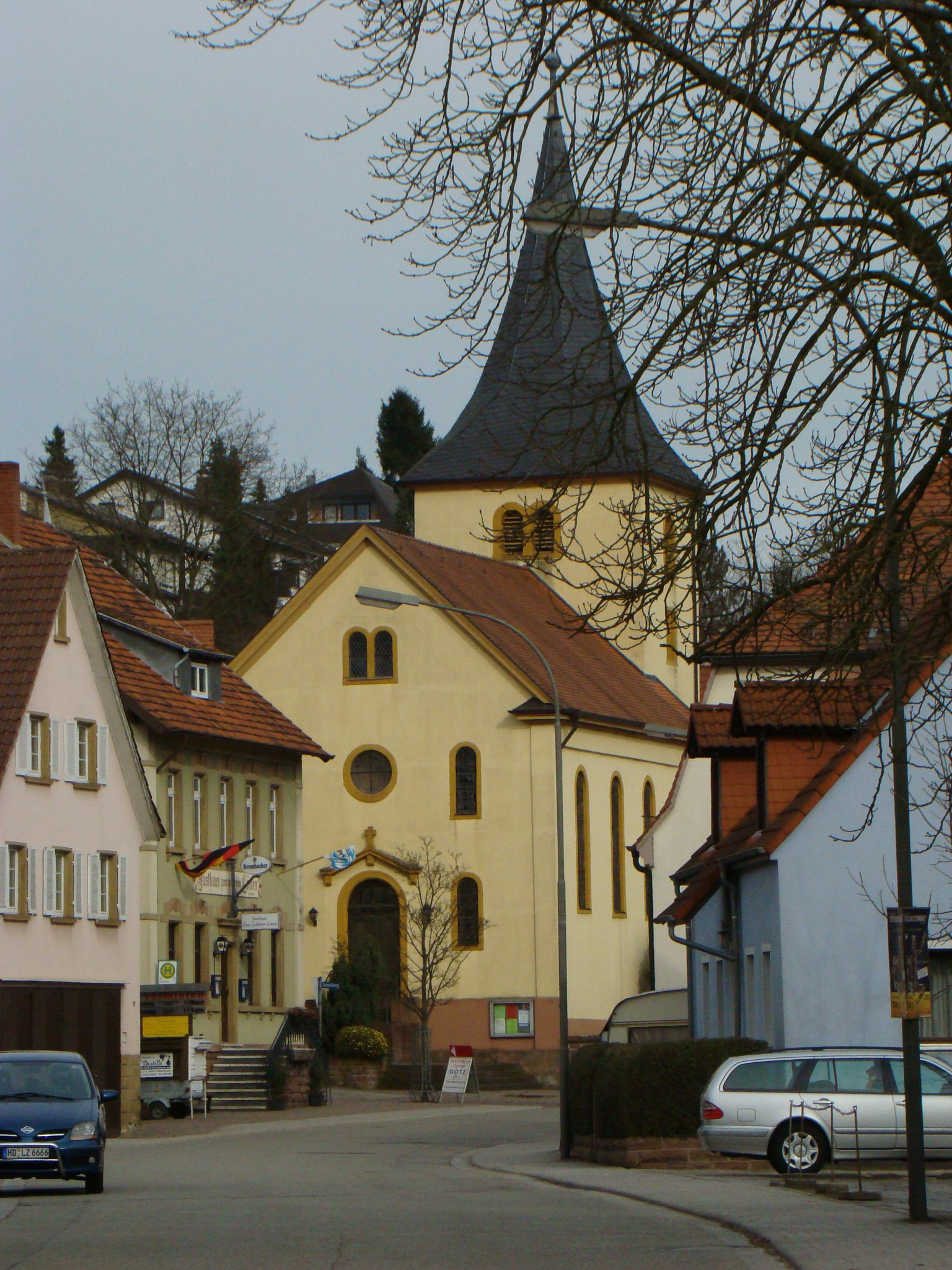
Evangelische Kirche

### Bauwerke
Die Evangelische Kirche wurde 1370 erstmals erwähnt und war einst dem Heiligen Ägidius geweiht. Der älteste Teil der Kirche ist der Chorbereich im um 1200 errichteten Turmsockel, das Kirchengebäude wurde um 1750 erneuert und 1846 zu seiner heutigen Gestalt erweitert.
Die katholische Kirche St. Michael gegenüber der evangelischen Kirche wurde um 1740 auf den Grundmauern der einstigen Klosterkirche St. Georg aus dem 12. Jahrhundert errichtet. Ein baulicher Überrest der Klosterkirche ist die mit Kies verfüllte Krypta unter dem Chor. Das längs der Hauptstraße stehende alte Hauptschiff stammt wie das benachbarte Pfarrhaus im Wesentlichen aus der Zeit des Barock und wurde 1977/81 um einen größeren seitlichen Anbau und ein Gemeindehaus ergänzt.

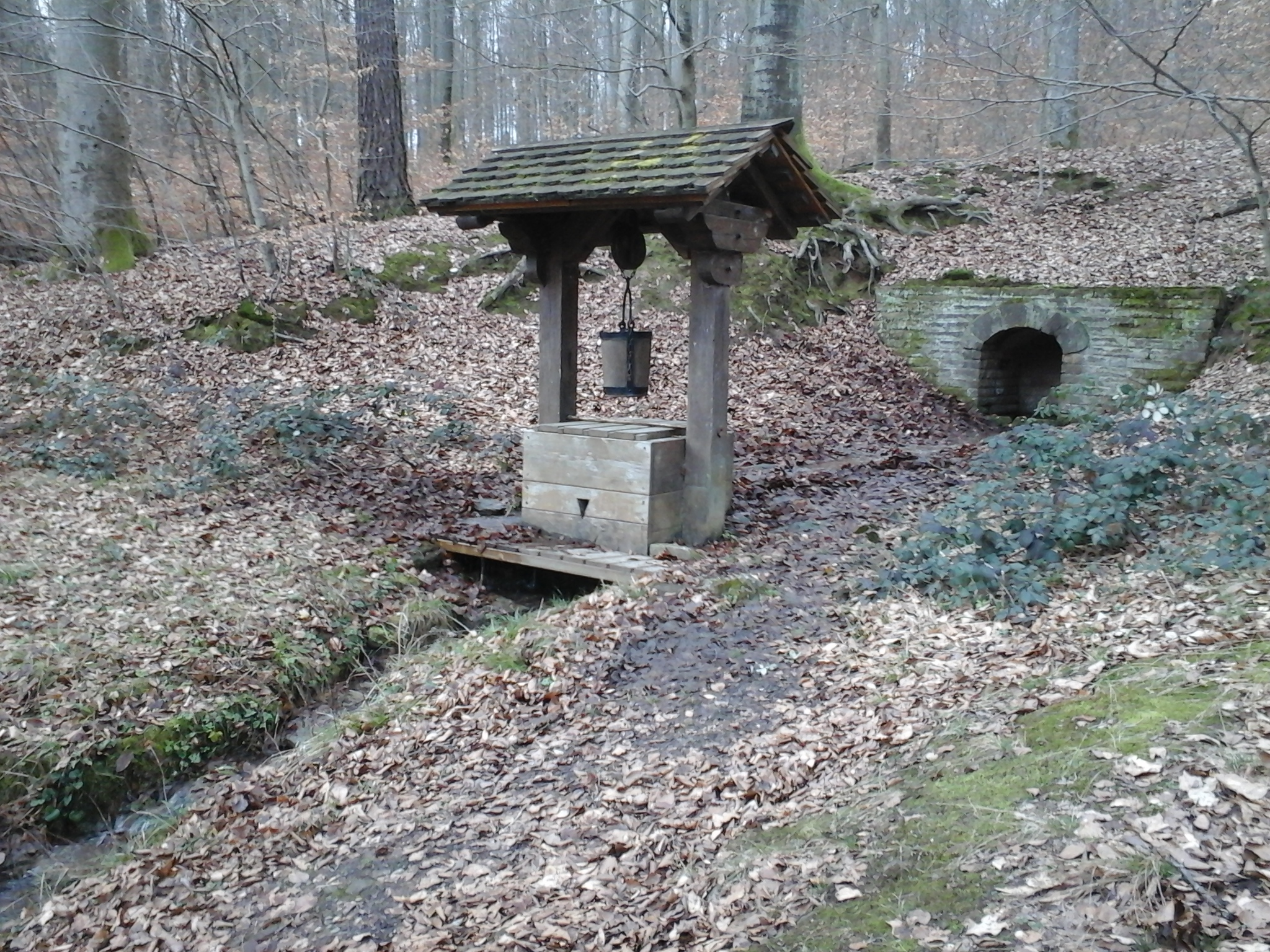
Rekonstruierter römischer Brunnen an der Nonnenbachquelle

Der Rathausplatz bildet mit der Dorflinde, dem Brunnen und dem Rathaus, das früher auch als Schulhaus diente, ein sehenswertes Ensemble. Das Rathaus, das als Wahrzeichen des Ortes gilt, wurde 1901/02 als neuer Ortsmittelpunkt zwischen Oberdorf und Unterdorf errichtet. Im Dachgeschoss des Rathauses befindet sich das Heimatmuseum.
Die ehemalige Ziegelei in der Poststraße wurde zur Gemeindegalerie umgenutzt.
Im nördlich des Ortes gelegenen Herrenwald finden sich Ruinen der Villa Rustica, eines römischen Gutshofs. Zu ihm gehört auch ein nach Ausgrabungen im 20. Jahrhundert restaurierter römischer Holzbrunnen.
In der Nachbarschaft der beiden Kirchen befindet sich der Antoniushof. Der ehemalige Tabakhof ist ein Bodendenkmal mit römischen Grundmauern. Dort wird ein ehemaliges römisches Kastell vermutet. Der ehemalige Tabakhof hat mit der freistehenden Tabakscheuer das letzte noch erhaltene Gebäude, das an den Tabakanbau in Wiesenbach erinnert. Seit 2014 betreibt der Verein Kunst, Gesundheit, Bildung e. V. dort ein Museum für nachhaltige Kunst und Design, eine Kinderkochschule und ein Museumscafé mit Regionalwarenladen.
Das Neue Schloss in Langenzell mit englischem Landschaftsgarten wurde 1883 fertiggestellt. Es ist in Privatbesitz und nicht zu besichtigen. Langenzell von 1990–2011 ein Künstlerdorf. Dort lebten und arbeiten elf Künstler und Kunsthandwerker hier. Einige davon mit internationaler Reputation. Nach dem Verkauf des Ortes wanderten die meisten Künstler ab.

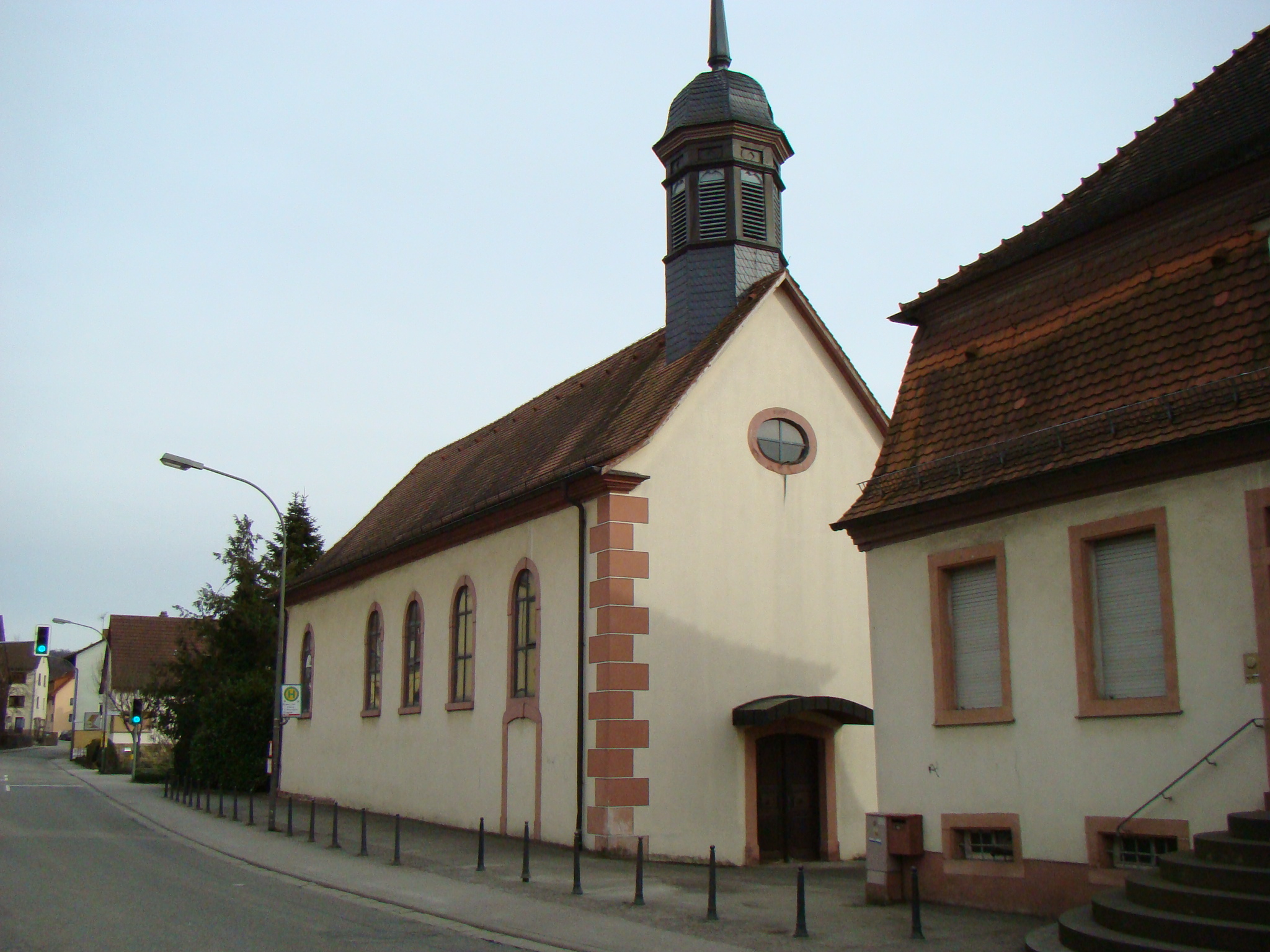
Katholische Kirche St. Michael
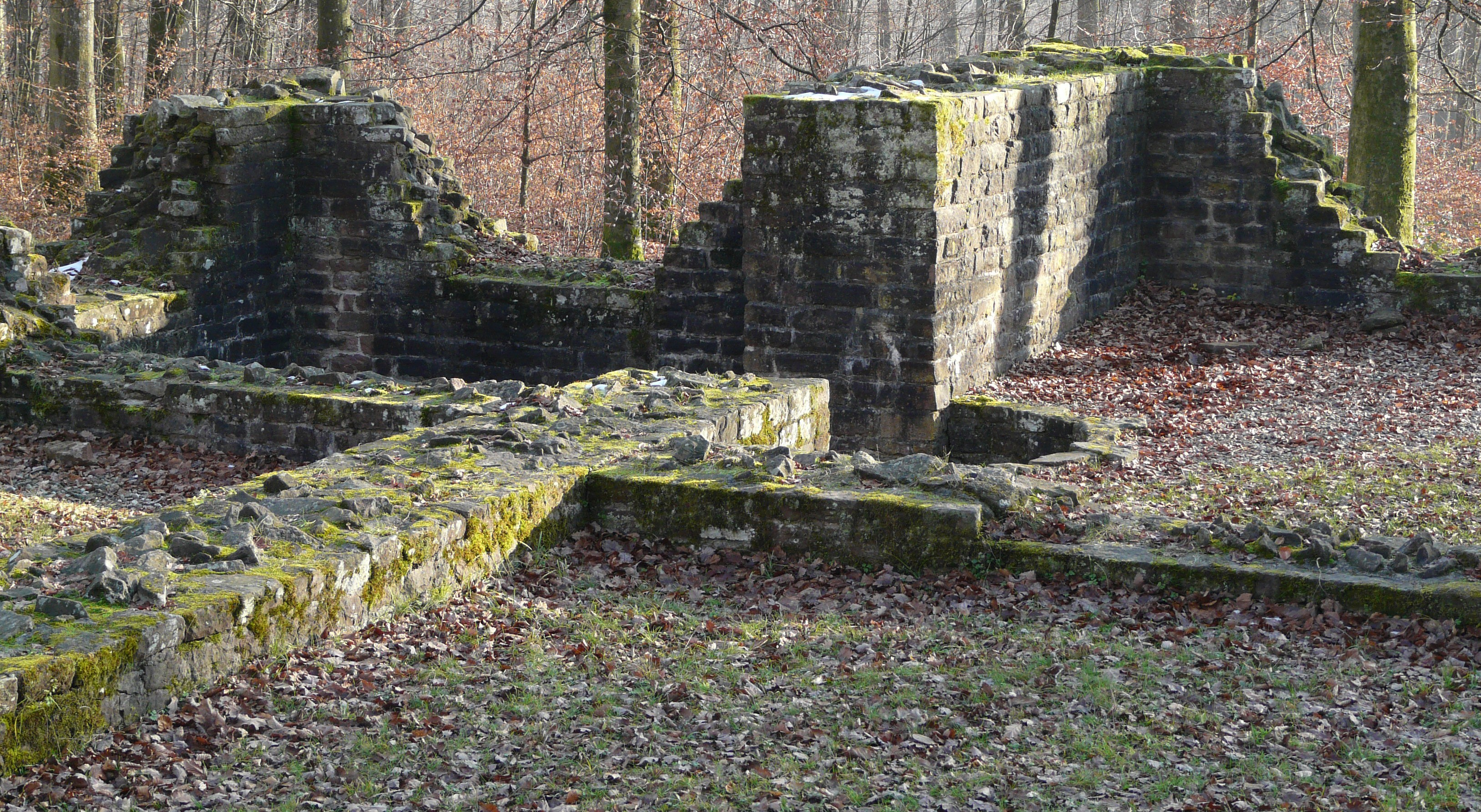
Teil des Hauptgebäudes der Villa Rustica

### Theater
Die Theatergruppe „Lambefiewa“ erarbeitet regelmäßig neue Stücke, die in der Biddersbachhalle zur Uraufführung gelangen. Auch die zugehörige Jugendtheatergruppe stellt dazu alljährlich ihr erarbeitetes Stück auf dem Platz der Freundschaft zur Schau.

### Museen
Im Rathaus befindet sich ein Heimatmuseum. Die ehemalige Ziegelei in der Poststraße wurde 2008 zur Gemeindegalerie und zeigt in wechselnden Ausstellungen Kunst und Kunsthandwerk lokaler Künstler.

### Naturdenkmäler
Teile der Gemarkung befinden sich auf dem Areal der prähistorischen Neckarschleife, die um den „Hollmuth“ genannten Teil des Kleinen Odenwalds floss. Der Ort wird von zahlreichen Streuobstwiesen eingerahmt. Im Ortsteil Langenzell gibt es ausgewiesene 24a Biotope.

### Sport
- seit 1980: Reiterverein Wiesenbach e. V., jährliches Reiterfest an Himmelfahrt mit Bewirtung.
- seit 1905: SG 05 Wiesenbach
- seit 1975: Turnverein Germania
- seit 1979: Tennisclub Wiesenbach

Um den Tanzsport kümmert sich der Wiesenbacher Karnevalsverein WCS „Die Schisselhocker“ sowie der TV Germania Wiesenbach.

### Regelmäßige Veranstaltungen
- „Wissebacher Kerwe“ – veranstaltet von den Wiesenbacher Kerweborscht

- „Musikfest mit Rock-Night“ – veranstaltet von dem Wiesenbacher Musikverein

## Wirtschaft und Infrastruktur

### Verkehr
Durch eine Alltagradsroute aus dem Radnetz Baden-Württemberg ist Wiesenbach 
- mit Neckargemünd,
- über Mauer und Meckesheim mit Sinsheim und
- in Meckesheim abzweigend über Waibstadt mit Mosbach verbunden.

### Erziehung
Wiesenbach hat zwei Kindergärten. Zum einen befindet sich am Bach der kath. Kindergarten St. Michael und im Gebäude der Grundschule der Kindergarten vom Postillion e. V. "Unterm Regenbogen".

### Bildung
In Wiesenbach befindet sich die Panoramagrundschule.

### Jugendarbeit
- In Wiesenbach gibt es einen Jugendtreff.
- Die Freiwillige Feuerwehr bietet eine Jugendabteilung.
- Der Musikverein Wiesenbach macht Jugendarbeit.
- Die SG Wiesenbach hat eine Jugendabteilung

## Persönlichkeiten

### Mit Wiesenbach verbundene Personen
- Géza Alföldy (1935–2011), in Ungarn gebürtiger deutscher Althistoriker mit Schwerpunktgebieten römische Inschriftenkunde und Sozialgeschichte